# Cláudia Costin
Cláudia Costin (São Paulo, 1956) es la directora senior de Educación del Banco Mundial.
Posee una licenciatura en Administración Pública, una maestría en Economía, y un doctorado en Administración Pública, cursados en la Fundación Getulio Vargas.
Antes de su ingreso al Banco Mundial en julio de 2014, fue secretaria de Educación de la ciudad de Río de Janeiro.
En mayo de 2016, se rumoreaba que Costin podría ser la Secretaria de Cultura del nuevo presidente de Brasil Michel Temer.

## Cargos
- Profesora visitante del curso Estado y Globalización da Escola Nacional de Educação Pública, de la Universidad de Quebec, Canadá
- Vicepresidenta de la Fundación Victor Civita, de junio de 2005 a junio de 2007
- Secretaria de Cultura del Estado de São Paulo, de 2003 a 2005
- Coordinadora de Proyectos de la Fundación de Desarrollo Administrativo (Fundap)
- Directora de Planeamiento y Evaluación Empresarial, del Servicio Federal de Procesamiento de Datos (Serpro)
- Secretaria adjunta de Previdência Complementar
- Ministra de la Administración Federal y Reforma del Estado
- Gerente de Políticas Públicas del Banco Mundial
- CEO de Promon Intelligens, empresa de e-learning del Grupo Promon
- Profesora universitaria de renombradas instituciones de enseñanza, como FGV, PUC-SP, Unicamp, Universidad de Taubaté y Universidad de Brasilia